# Armen Bagdasarov

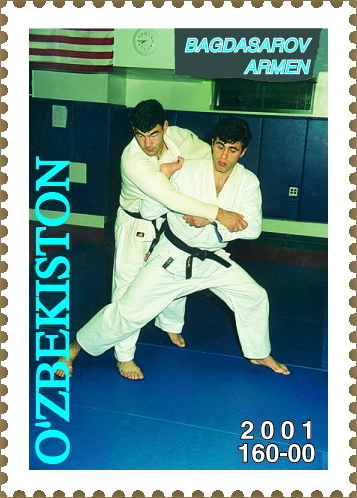
Armen Bagdasarov (vorn) auf einer usbekischen Briefmarke

Armen Bagdasarov (* 31. Juli 1972 in Taschkent, Usbekische SSR) ist ein ehemaliger usbekischer Judoka. Er gewann 1996 im Mittelgewicht eine olympische Silbermedaille, die erste olympische Medaille für einen usbekischen Judoka nach der Unabhängigkeit.

## Karriere
Der 1,90 m große Bagdasarov kämpfte bis 1997 im Mittelgewicht, 1998 und 1999 trat er teils im Mittelgewicht und teils im Halbschwergewicht an. Ab 2000 startete er bis zum Ende seiner Karriere im Halbschwergewicht.
Bagdasarov war 1992, für die Gemeinschaft Unabhängiger Staaten startend, Dritter der Junioren-Europameisterschaften. Bei den Weltmeisterschaften 1993 bezwang er im Achtelfinale den Ukrainer Ruslan Maschurenko und im Viertelfinale den Russen Oleg Malzew. Im Halbfinale unterlag Bagdasarov dem Japaner Yoshio Nakamura. Nach seiner Niederlage gegen den Spanier León Villar belegte Bagdasarov den fünften Platz. 1995 gewann Bagdasarov eine Bronzemedaille bei den Asienmeisterschaften. 
1996 nahm Usbekistan erstmals an Olympischen Sommerspielen teil, nachdem zwei Jahre zuvor die Freestyle-Skiläuferin Lina Cheryazova erste usbekische Olympiasiegerin nach der Unabhängigkeit geworden war. An den Judowettbewerben in Atlanta nahmen sieben usbekische Männer und keine Frau teil. Armen Bagdasarov gewann seine ersten drei Kämpfe vorzeitig. Erst im Halbfinale gegen den Rumänen Adrian Croitoru musste er über die volle Zeit gehen und gewann mit einer mittleren Wertung (yuko). Das Finale gegen Jeon Ki-young endete nach 49 Sekunden mit einem Ippon für den Südkoreaner. Ende 1996 besiegte Bagdasarov im Finale der Asienmeisterschaften den Japaner Kosei Arikawa. 
Bei den Asienspielen 1998 kämpfte Bagdasarov im Halbschwergewicht, im Finale unterlag er dem Japaner Kōsei Inoue. 1999 gewann der Usbeke bei den Asienmeisterschaften das Finale im Mittelgewicht gegen den Japaner Masaru Tanabe. Einen Monat später unterlag er im Finale der Universiade dem kanadischen Mittelgewichtler Keith Morgan.
2000 gewann Bagdasarow bei den Asienmeisterschaften eine Bronzemedaille im Halbschwergewicht. Bei den Olympischen Spielen 2000 in Sydney verlor der Usbeke in zwei von drei Kämpfen und belegte den neunten Platz. Zum Abschluss seiner internationalen Karriere verlor er im Achtelfinale der Weltmeisterschaften 2001 gegen den Kanadier Nicolas Gill.